# CAMM (misil)
El misil CAMM (por sus siglas en inglés: Common Anti-Air Modular Missile; misil antiaéreo modular común), conocido como Sea Ceptor o Land Ceptor, es un misil superficie-aire fabricado por MBDA para el Reino Unido.
Tiene dos versiones distintas según cual sea la plataforma: el Sea Ceptor, lanzado desde buques de guerra y reemplaza al sistema Sea Wolf; y el Land Ceptor, lanzado desde tierra, que forma parte del sistema de defensa aérea Sky Sabre del Ejército Británico y reemplaza al misil Rapier.

## Desarrollo
Fue diseñado para reemplazar a los misiles Sea Wolf de la marina de guerra y los Rapier del ejército de tierra. En 2017, el gobierno británico y la compañía MBDA acordaron en contrato el suministro del Sea Ceptor para la marina y el Land Ceptor para el ejército.
Ese mismo año la Royal Navy finalizó la prueba de fuego del Sea Ceptor, a bordo de los buques HMS Argyll y HMS Westminster. Fue habilitado en las fragatas Tipo 23 y a futuro será parte de las fragatas Tipo 26.
En 2021 la marina de guerra británica seleccionó al misil para dotar a las fragatas Tipo 31 por medio de un nuevo contrato con MBDA. En el mismo año, el Ejército Británico incorporó al Land Ceptor reemplazando al Rapier.
El 25 de junio de 2021 MBDA logró el primer lanzamiento del CAMM-ER (extended range) de alcance extendido (superior a los 40 km) que reemplazará al misil Aspide del ejército italiano.

## Diseño
Es un misil CAMM (peso 99 kg, longitud 3,2 m, diámetro 166 mm) de velocidad Mach 3 y 25 km de alcance; guiado por buscador de radar activo; capaz de atacar aviones y misiles de crucero en vuelo.
El misil CAMM-ER (peso 160 kg, longitud 4,2 m, diámetro 190 mm) supera con 40 km de alcance, capacidad todo tiempo y no precisa de complejos radares de control de tiro.

## Variantes
- CAMM - original.
- CAMM-ER - alcance extendido.[8]

## Usuarios

### Actuales
- Reino Unido

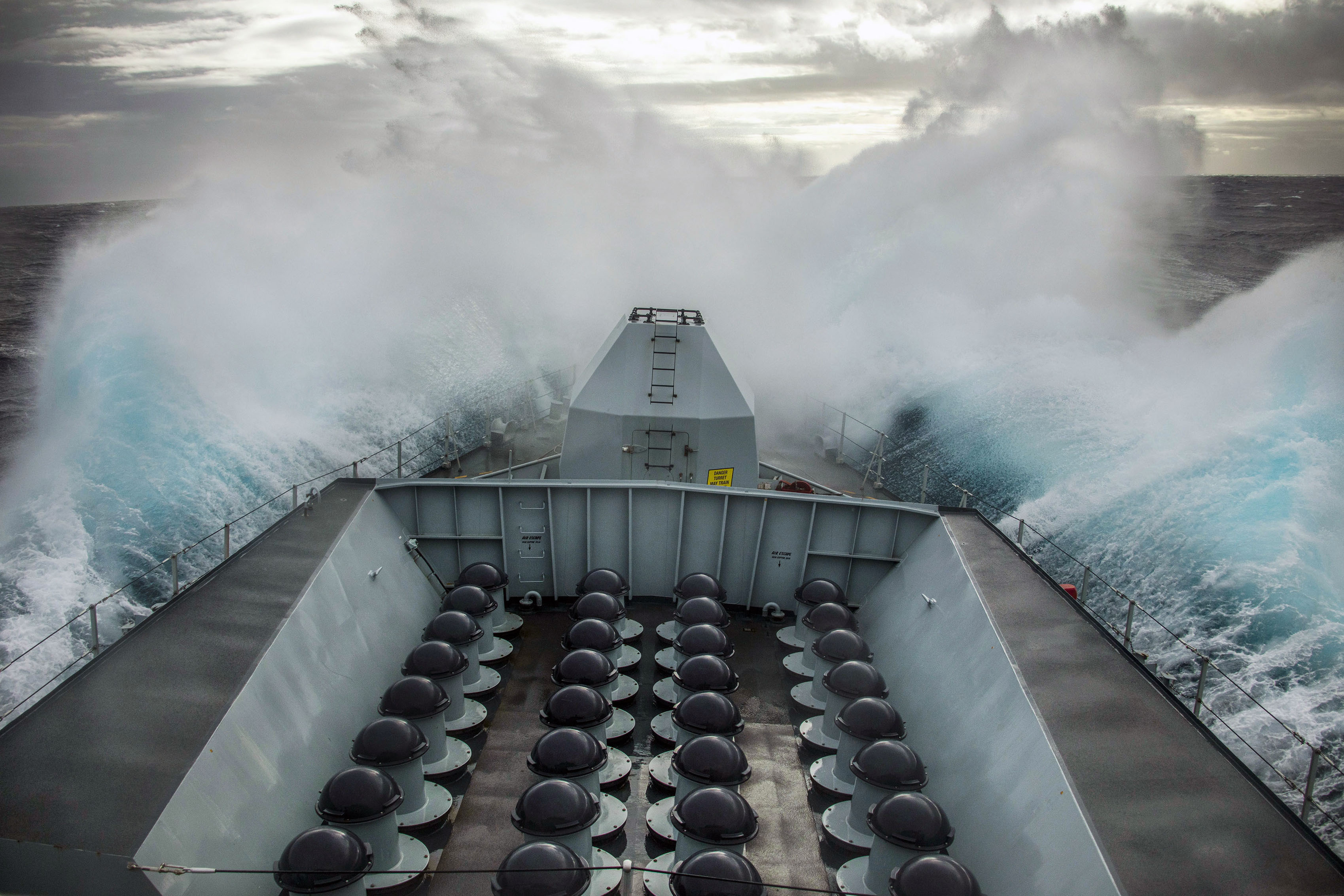
Sistema CAMM en el HMS Lancaster

  - Royal Navy - fragata Tipo 23 (2018)[9] y fragata Tipo 26 (futuro).[1]
  - Ejército - desde 2021, reemplazo del Rapier.[4]
- Chile
  - Armada de Chile - fragatas Tipo 23, en reemplazo del Sea Wolf.[10][11]

### Posibles
- Brasil. 
  - Marina de Brasil - fragatas de la clase Tamandaré.[10]
  - Infantería de Marina: AV-MMA, variante del CAMM propuesta para equipar una versión antiaérea del sistema Astros II.[12]
- Italia. 
  - Ejército de tierra - CAMM-ER.[8]
  - Fuerza aérea - CAMM-ER.[8]
- Nueva Zelanda. 
  - Royal New Zealand Navy - fragatas de la clase Anzac.[11]
- Pakistán
  - Marina de guerra - CAMM-ER corbetas de la clase Babur.[13]

## Historial de servicio

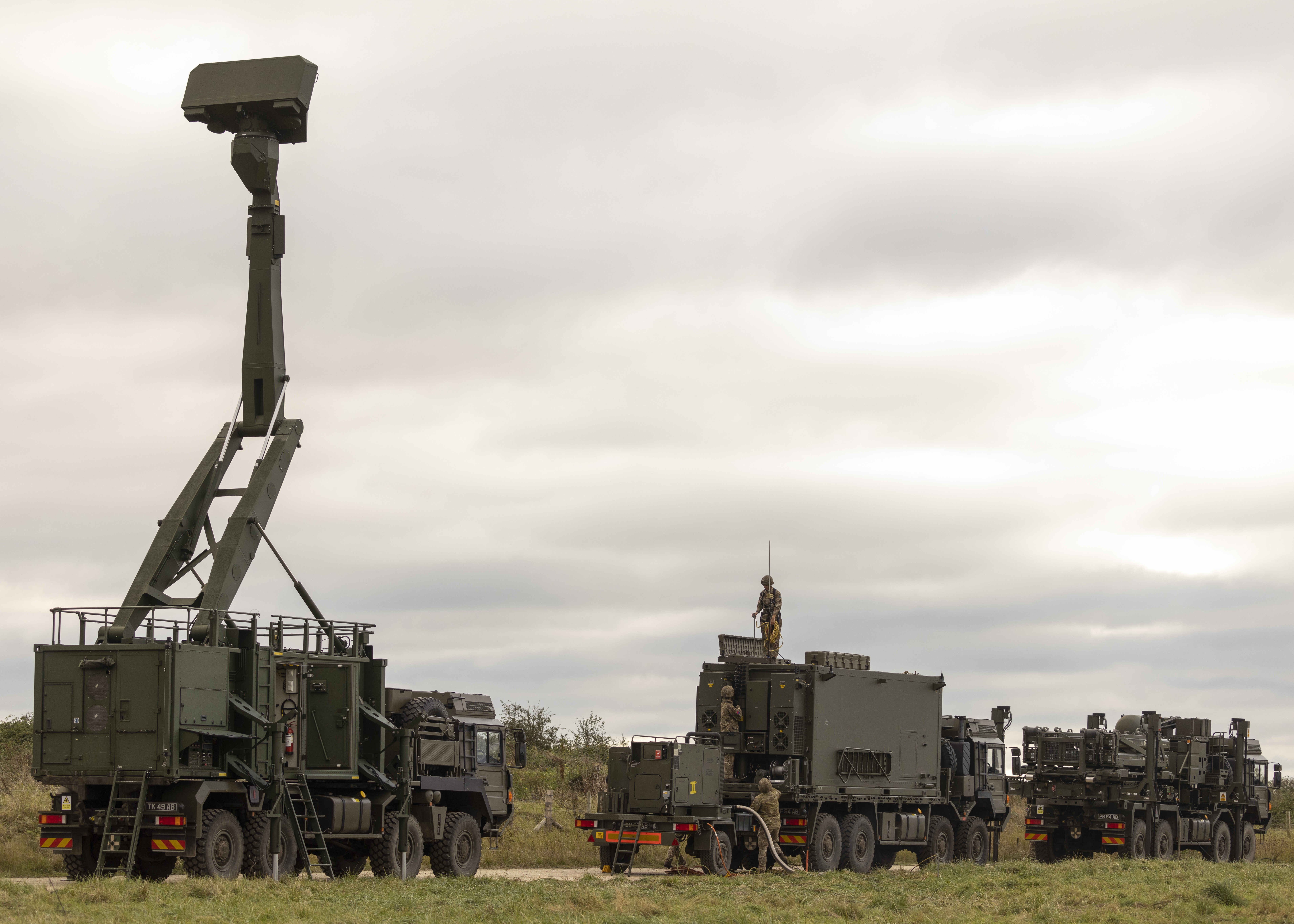
Sistema de defensa aérea Sky Sabre

En enero de 2022 el Ejército Británico desplegó por primera vez el sistema Sky Sabre en las islas Malvinas; lo cual recibió el repudio del gobierno argentino. En marzo del mismo año, el ejército desplegó el Sky Sabre en Polonia para proteger a este país frente a la invasión rusa de Ucrania.